# Ermita de San José (Torrebaja)
La ermita de San José es un pequeño santuario situado en el municipio de Torrebaja, provincia de Valencia (Comunidad Valenciana, España).

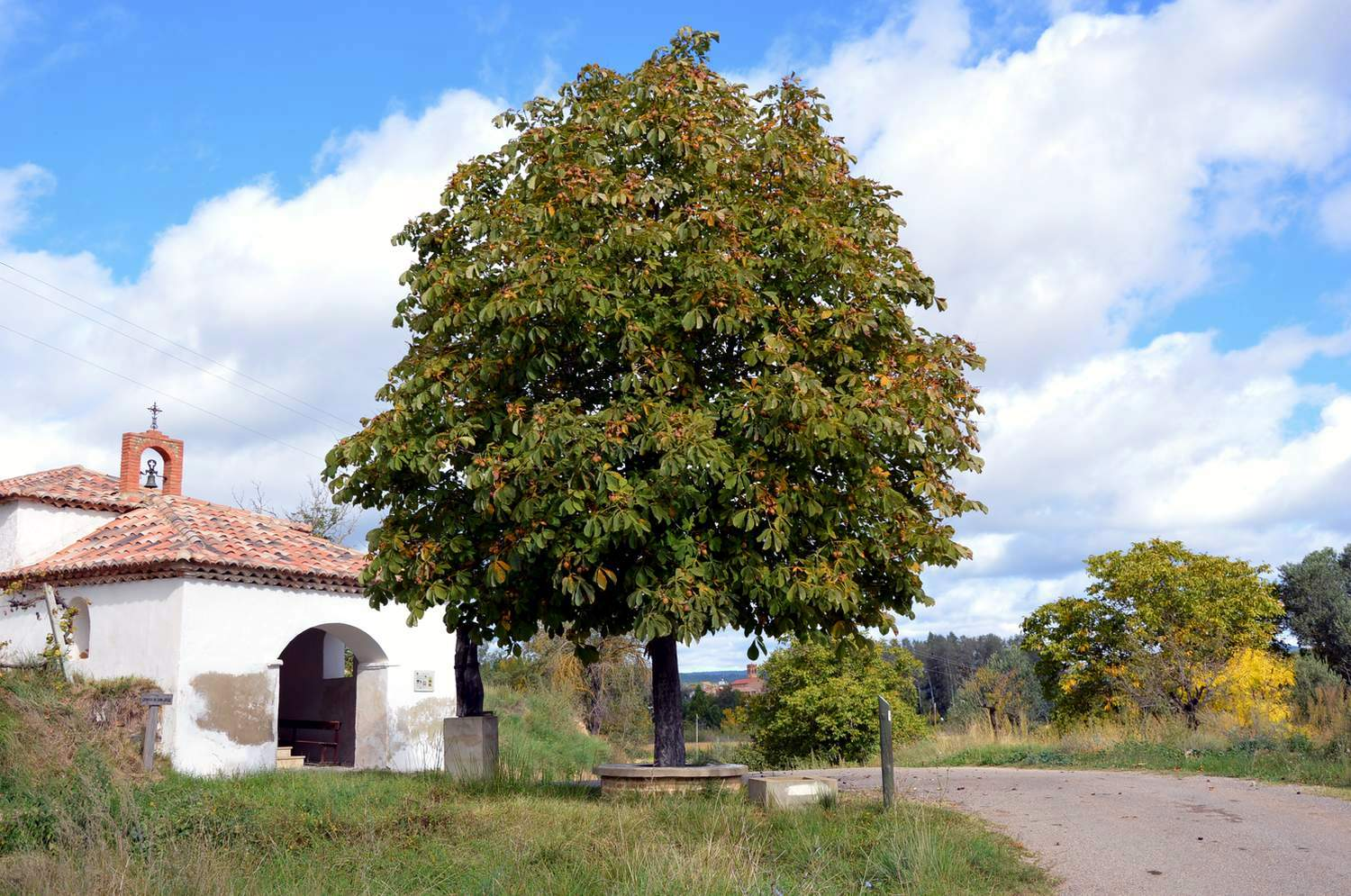
Vista frontal oriental

Declarado Bien de Relevancia Local, se halla en posición septentrional respecto de la población, partida de «Los Villares», junto al camino de «Las Vueltas», que lleva a Ademuz.

## Historia
La ermita y el paraje donde se ubica está ligada a un antiguo asentamiento humano -pendiente de estudio arqueológico-, conocido como «Los Villares», topónimo que alude a la existencia de viviendas en el lugar del Villar de Orcheta: 

«Frente a la misma se alzaba el poblado de la Torre del Villar de Orcheta, hoy totalmente desaparecido,aunque con frecuencia se encuentran objetos que denotan la vida de este poblado».
Torre Baja, mi pueblo, Vicente Badía Marín

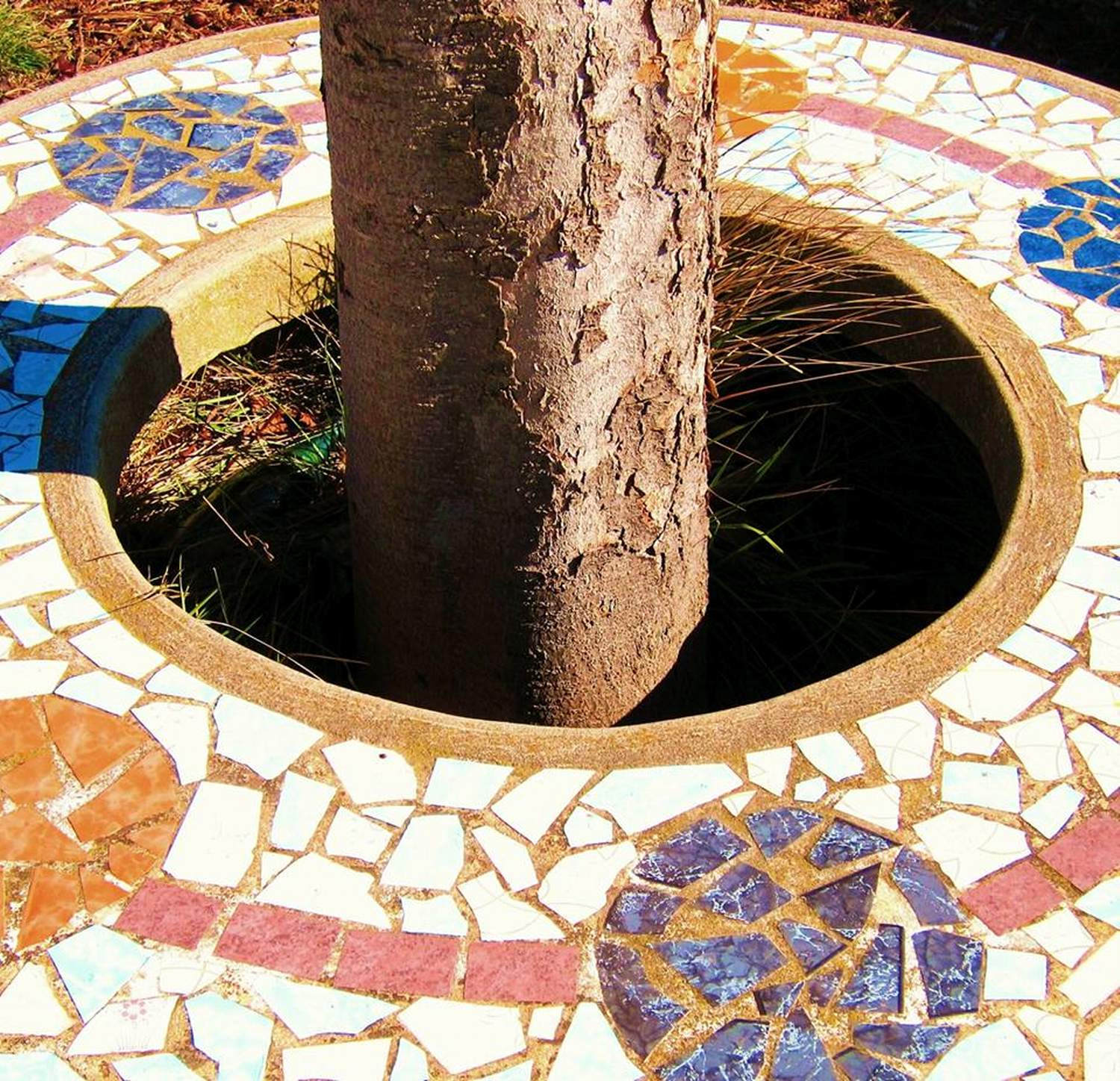
Detalle de banco circular frente a la ermita

Las ermitas de Torrebaja ya se mencionan en las Relaciones ad limina de los obispos de Segorbe desde principios del siglo XVII, aunque sin nombrarlas. La primera mención nominal al lugar se halla en el Testamento de Diego Ruiz de Castellblanch (1638). El señor de Torrebaja, al definir las lindes de su mayorazgo, anota: 

«Ytem, por cuanto en los testamentos de mis ascendientes no se menciona por donde van los términos, distrito y jurisdicción de este dicho mi lugar, para que se sepa y averigüe, y esté clara la verdad y cese toda la confusión, digo que por la parte de arriba hacia la vista de Castielfaví confina con heredad de D. Francisco Rebolledo, y lo divide, las carrasquillas que están de frente al barranco viejo siguiendo su vertiente hasta la loma que está encima de la ermita de S. José y de allí abajo por la esquina de mi molino harinero, y va a dar a una peña que está en el prado dencima del molino, río arriba hasta la rambla Forte-Cardenchal, y Vegatilla...».
Del paisaje, alma del Rincón de Ademuz, Alfredo Sánchez Garzón

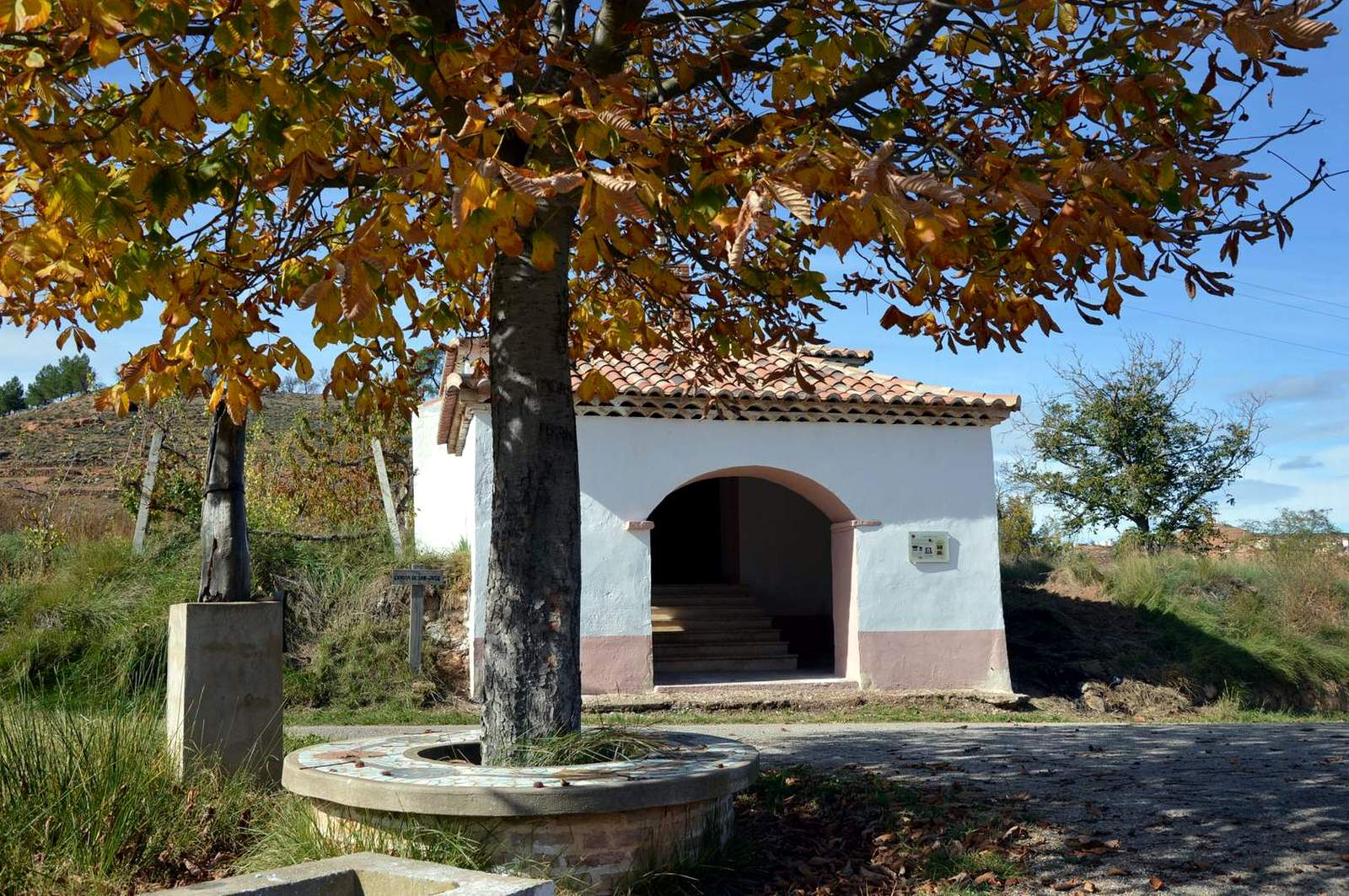
Vista frontal oriental

Por lo demás, la edificación responde al concepto de ermita, del latín "eremita", y del griego "eremites", santuario, generalmente pequeño, situado en un lugar yermo, no habitado, fuera de la población.

## Ubicación
Para acceder a la ermita, desde Torrebaja, hay que seguir el camino que cruza el río Ebrón a la altura del complejo polideportivo y merendero «La Ribera», siguiendo en dirección sur: el camino discurre entre frondosos campos de cultivo y corresponde al «Camino viejo de Ademuz a Teruel», tramo del antiguo Camino Real o Nacional de Valencia a Aragón por esta parte.

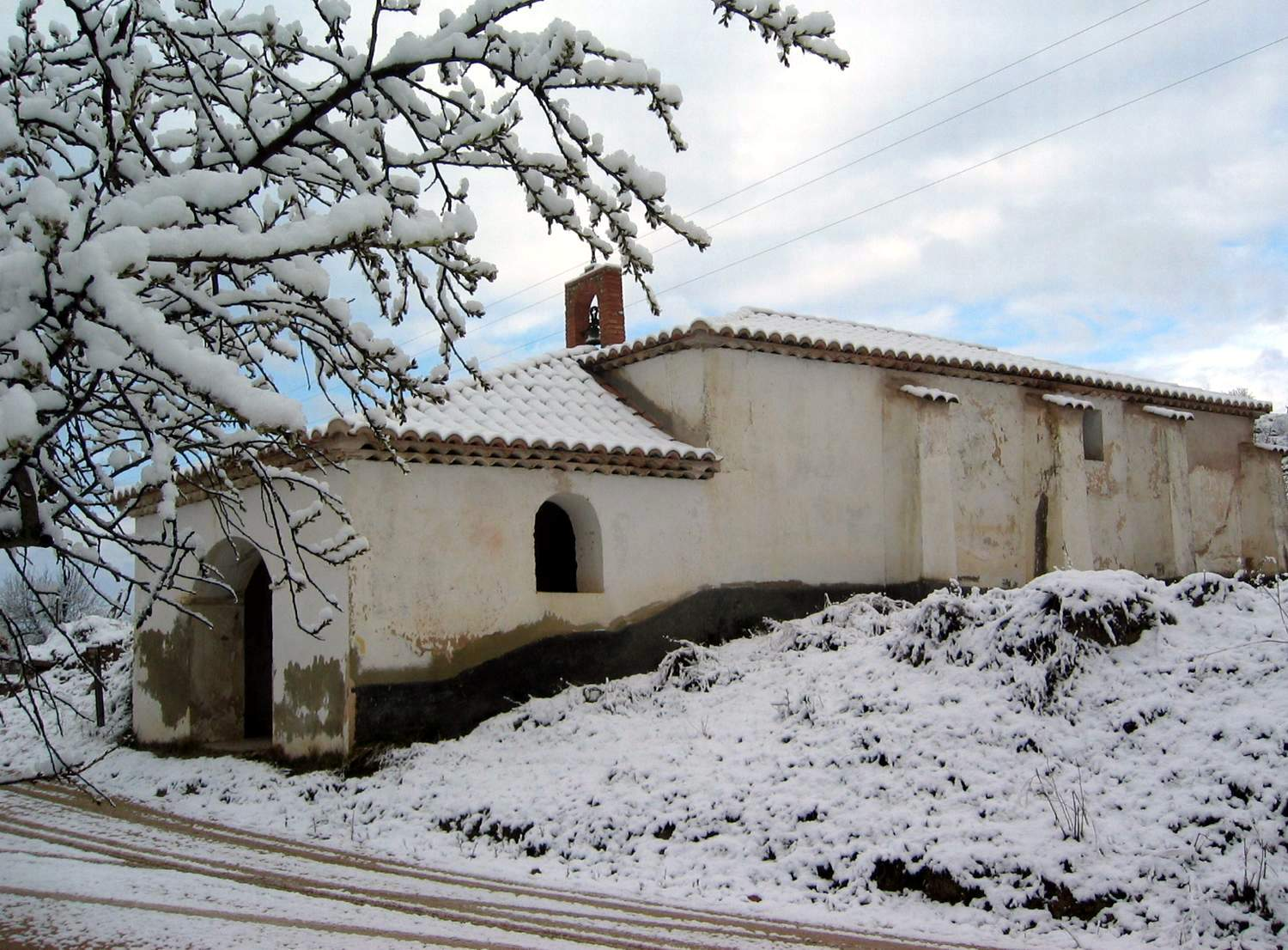
Vista lateral septentrional

Siguiendo dicho camino, cuando este deja las huertas para arrimarse al pie del monte de «La Loma», encontraremos un conjunto de edificios correspondientes al «Molino de San José» (1887), antigua industria harinera actualmente en desuso. Tras un corto repecho, que discurre entre el paredón que sujeta los huertos abancalados y la acequia del molino, se llega al santuario. 
Frente a la ermita, en el ángulo que forma el «Camino de las Vueltas» y el que desciende hasta el Molino de Abajo y Puente de Guerrero hay un singular banco circular, basado en ladrillo cocido y cerámica troceada, tipo trescadís -obra neomodernista de un artista local-, en cuyo hueco interior crece un castaño de indias: merece la penas tomar asiento en dicho banco para contemplar a placer la antigua ermita.

## Descripción
Lo más llamativo de la construcción es su fábrica achaparrada, unos contrafuertes laterales acrecientan el aspecto amazacotado del conjunto. Su cubierta, de teja árabe, vierte a cuatro aguas y se halla coronada por una humilde espadaña de ladrillo con campanil. La campana responde al nombre de <Jesús, María y José>. Carece de marca de fábrica, pero posee un texto en relieve, epigrafía: «IHS María Joseph/ 1750ca». La boca del campanil mide 26 cm y tiene un peso de 10 kg. Su yugo es metálico y dada su antigüedad está declarada Bien Histórico y Cultural, por lo que, caso de rotura, cabe soldar.
La construcción está formada por dos elementos: el porche de entrada, que es la parte más llamativa del conjunto, y el ermitorio propiamente, situado detrás y en un plano más elevado.
El pórtico está cubierto por un tejadillo que vierte a tres aguas con alero de triple saliente: en su portada luce un arco de formalete, con unas gruesas paredes laterales, en las que se abren dos vanos arqueados a modo de ventanas. En el atrio -cubierto por rodillos de chopo sin desbastar, sujetando el cañizo del tejado- hay una escalinata que conducen al interior de la ermita.
Se accede al templo por una puerta de doble hoja, cada una con su ventana rejada de culto, entre cuyos hierros suelen haber ramitos de flores silvestres, ofrendas de caminantes y devotos. El interior de la ermita es oscuro, casi sombrío, apenas iluminado por dos altos ventanucos. Posee planta de trazo rectangular, con suelo de reciente reposición, así como los zócalos laterales basados en piedra abujardada. Las antiguas pinturas murales que adornaban el presbiterio y paredes laterales han desaparecido casi completamente: apenas quedan los restos de unos altos sillares y un muro almohadillado, expresión de un rústico neoclásico. El presbiterio posee un altar exento de obra y en el retablo luce una hornacina encristalada con arcadas, donde se halla la imagen de san José, que porta al Niño Jesús en un brazo y en la mano del otro una rama florida.
Lo más curioso de la ermita es el envigado de la cobertura, basado en una traviesa central y diversos cuchillos de madera, con pendolón en el medio y tirante recto. Entre la viguería se hallan las tabicas de madera sujetando la techumbre: todo ello en madera pintada de oscuro. Las vigas que conforman el ángulo del techo parten de la hilera central y reposan en los estribos laterales, respondiendo al estilo mudéjar aragonés tipo par-hilera, componiendo una estructura triangular sencilla y austera, pero recia.
A finales de los años cincuenta, el escritor y periodista valenciano Luis B. Lluch Garín (1957), describe su interior:

«El techo es bonito y de curiosa construcción. Tiene una viga central y varios cuchillos de madera sin tornapuntas y sólo con el pendolón central y el tirante recto. Entre las vigas perpendiculares se alinean las tabicas lisas pintadas de color marrón. Es un envigado sobrio y severo, y la cabecera y los pies de la techumbre forman un plano inclinado de forma triangular con dos vigas en ángulo que arrancan de la central para morir en las esquinas./ La pintura del altar es de estilo bizantino si se examina con buena voluntad, y bajo el arco carpanel de la hornacina destaca una imagen de San José que lleva al Niño Jesús en un brazo y en la mano del otro su vara florida. El frontal del altar es de ladrillo, pero algunos han caído despegándose del yeso por culpa de la humedad.».
Ermitas y paisajes de Valencia, Luis B. Lluch Garín

## Restauración, culto y patronazgo
La antigua construcción ha sido rehabilitada en diversas partes de su estructura a lo largo del tiempo -escaleras de acceso, saneamiento de piso, paredes laterales y techumbre- merced a la colaboración vecinal y a la ayuda de la Diputación Provincial de Valencia. Consta que después de la guerra civil española la ermita fue restaurada por una familia local, «que donó la imagen y cuida del aseo y limpieza del pequeño templo».´
La ermita carece de culto habitual, excepto el día de la advocación del santo -san José, el 19 de marzo- en que se realiza una romería desde el pueblo para celebrar una misa, con asistencia de la feligresía local, visitantes y curiosos.
Dada su vinculación a los orígenes históricos de Torrebaja, la ermita constituye uno de los lugares más entrañables para los lugareños; una copla popular relaciona las dos ermitas existentes en el municipio con los casilicios o pilones y la iglesia parroquial parroquial: «San Antonio está en el río/ y san José en Los Villares,/ santa Marina en la Torre/ y san Roque en Los Pajares». Pues santa Marina es la copatrona de Torrebaja, junto con san Roque, además de titular de la Iglesia Parroquial. Ambos santos protectores, junto con san José, san Antonio de Padua y san Antón polarizan la religiosidad popular de los torrebajenses.

## Galería de imágenes

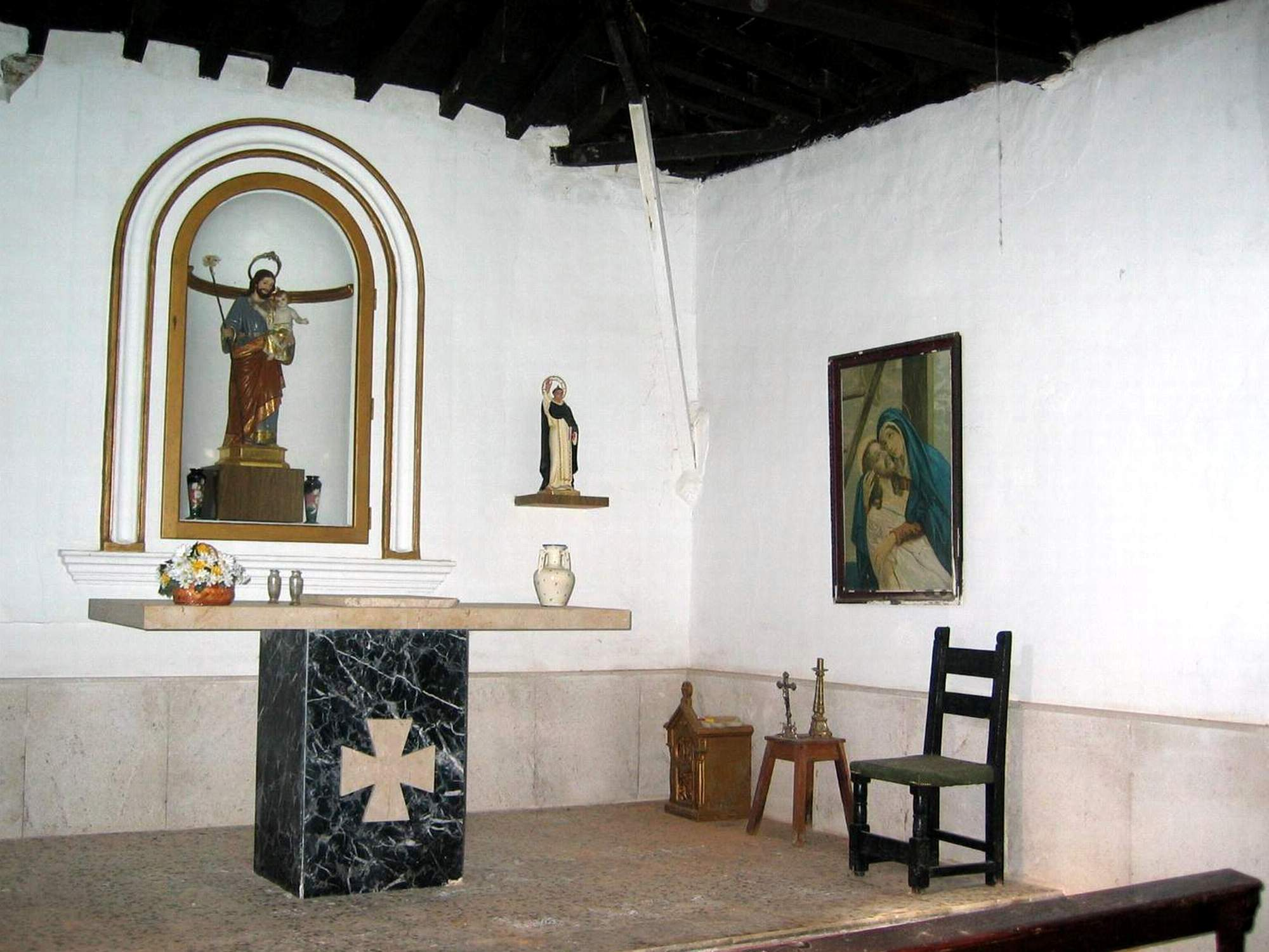
Detalle del ángulo de la epístola en la ermita de san José, Torrebaja.
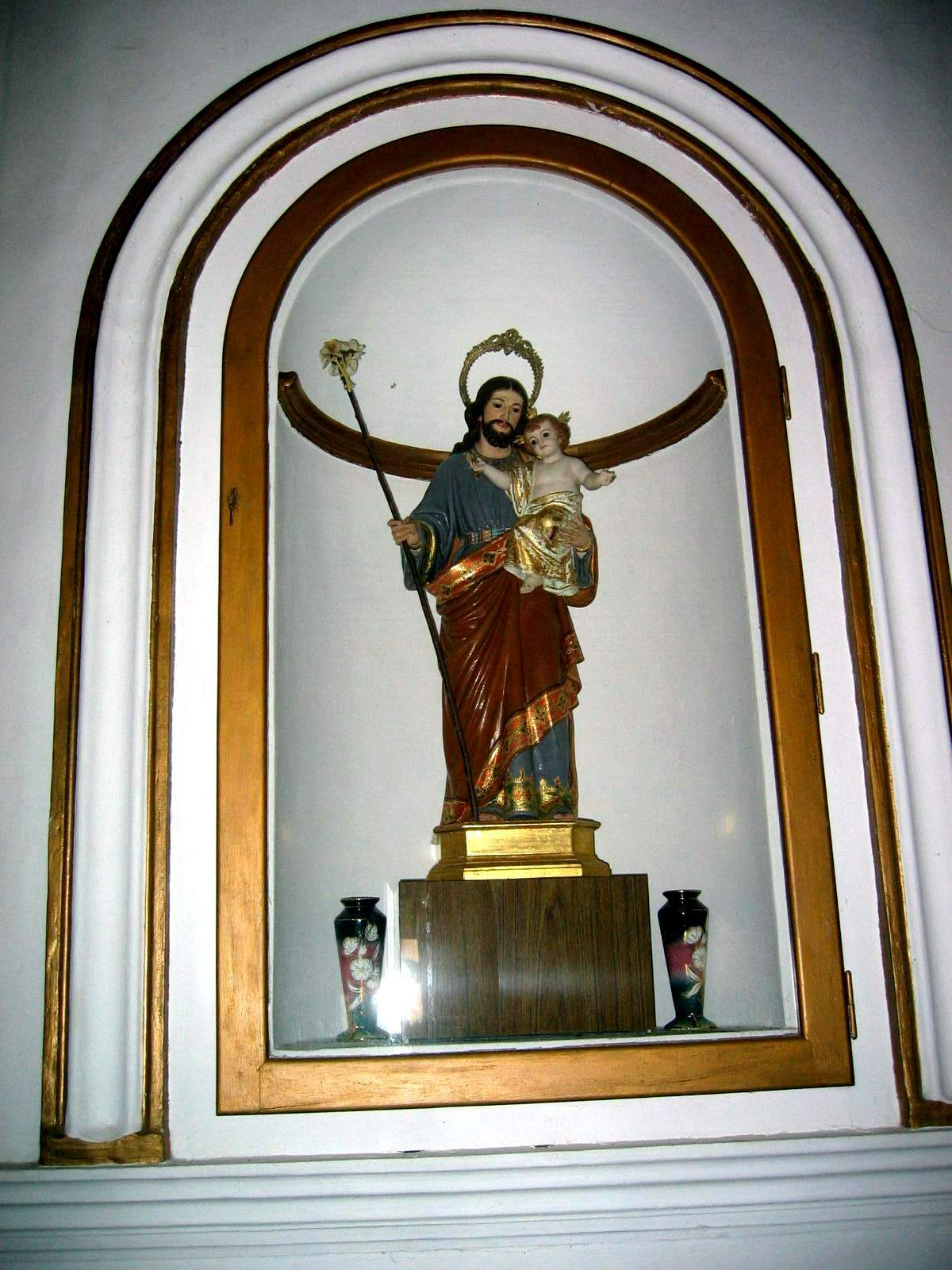
Detalle de la hornacina del presbiterio, ermita de san José, Torrebaja.
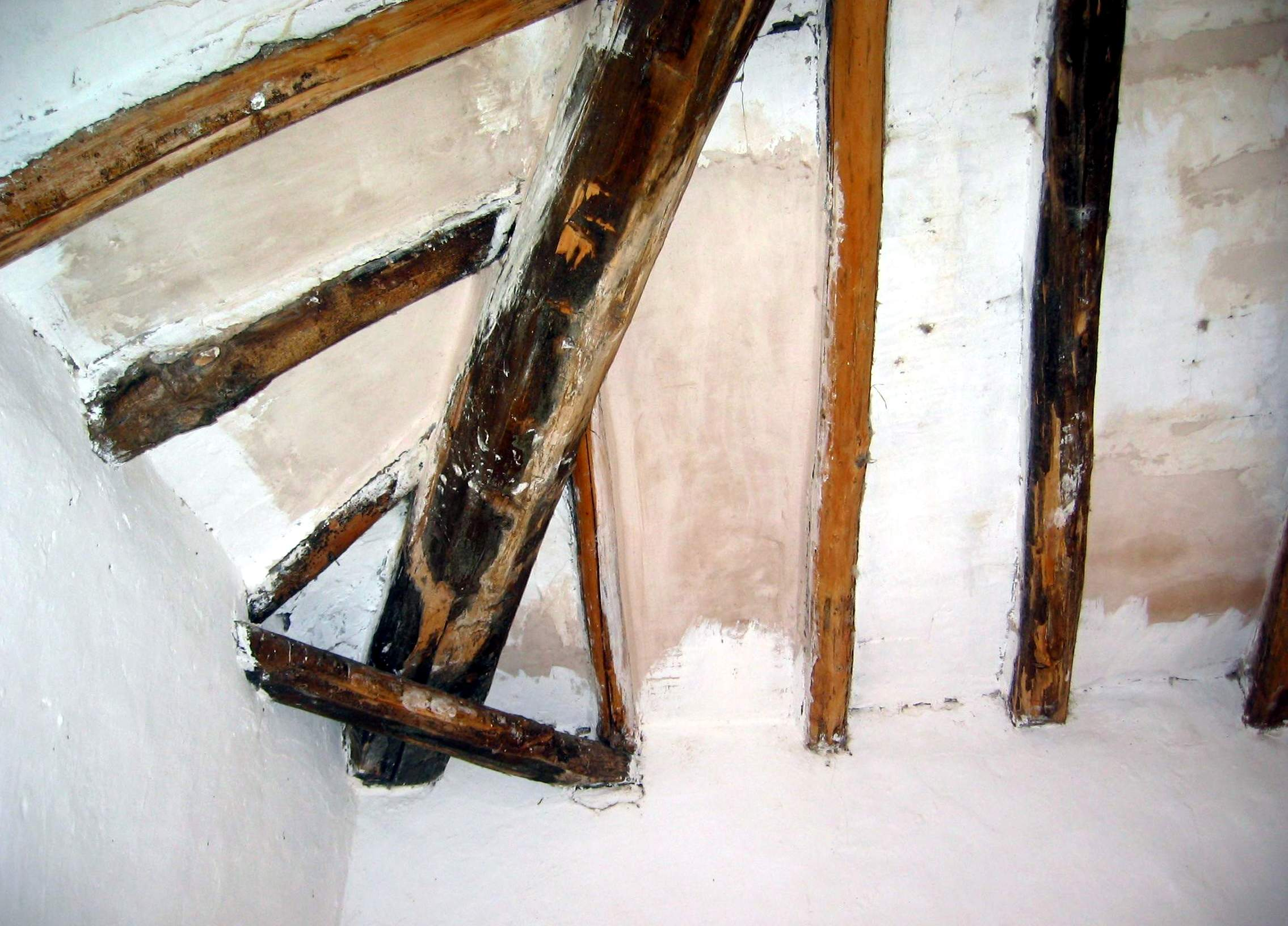
Detalle del soporte de la cobertura del atrio de la ermita de san José, Torrebaja.
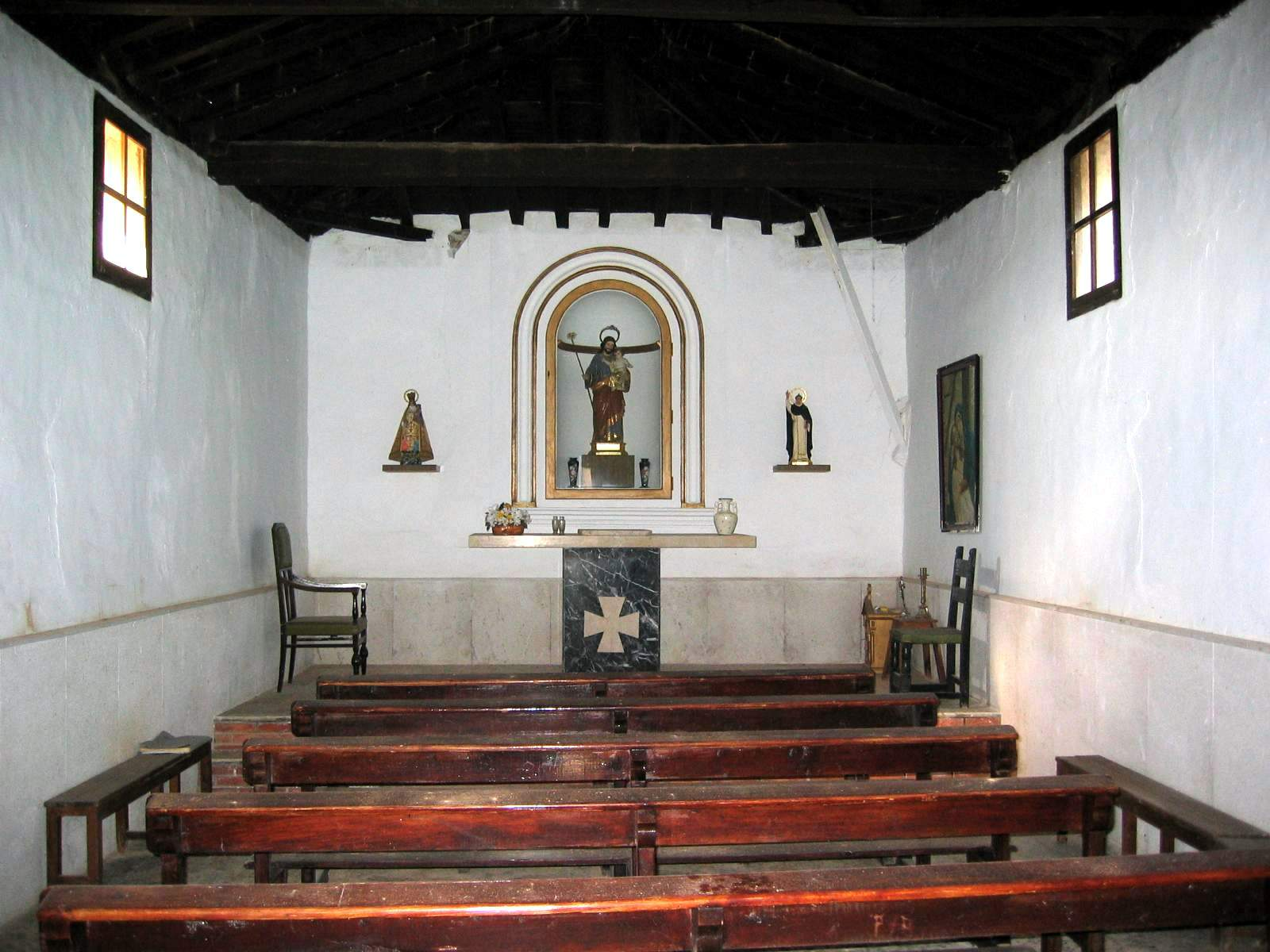
Vista del interior de la ermita de san José, Torrebaja, con detalle del presbiterio.
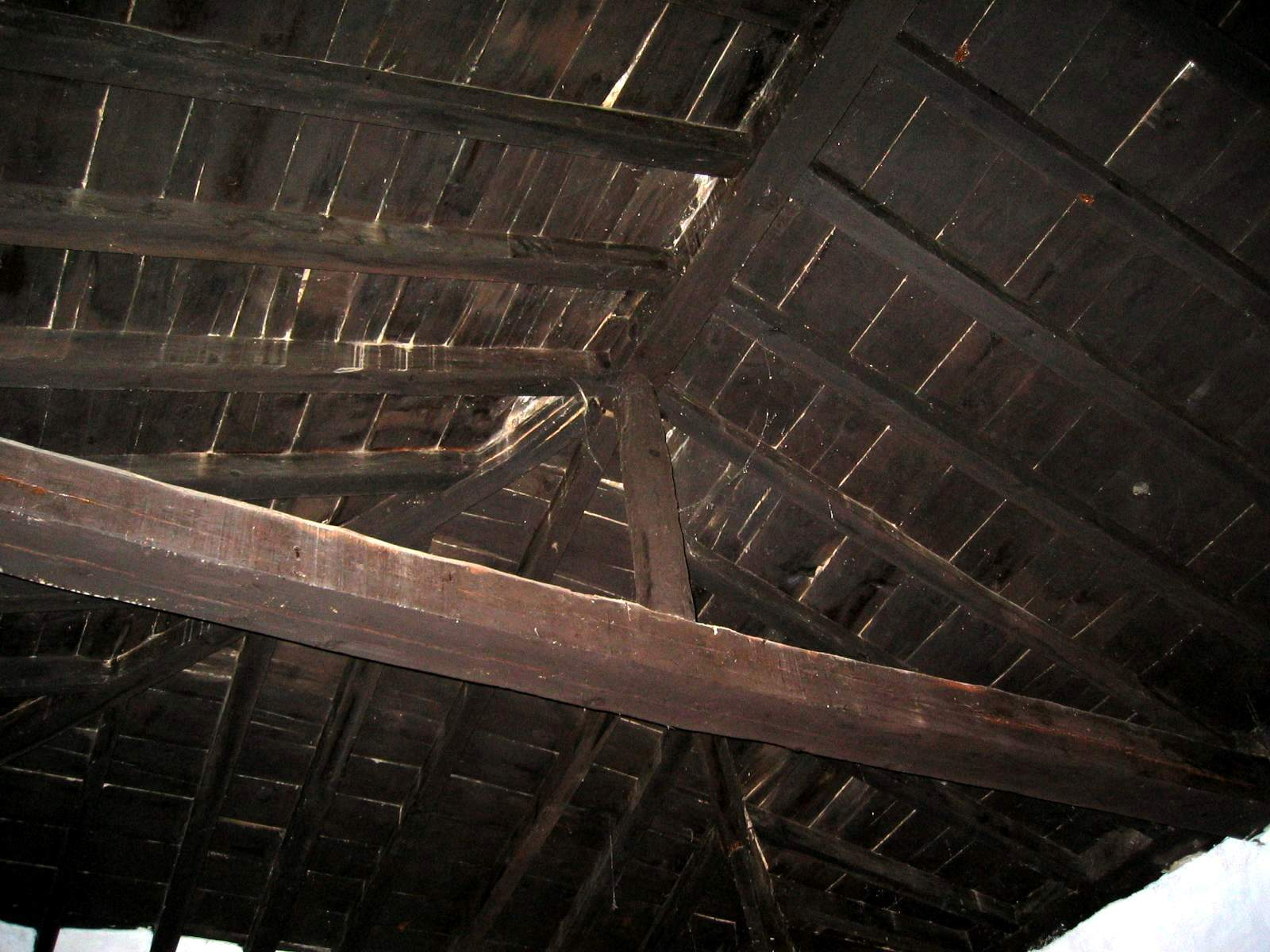
Detalle del soporte de la techumbre en la ermita de san José, Torrebaja.